# José-Maria de Heredia

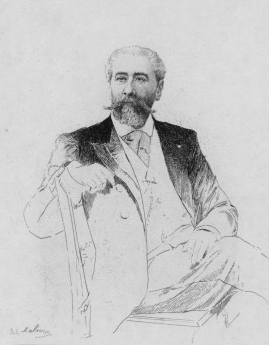
José-Maria Heredia, gravure van Lalauze

José-Maria de Heredia, eigenlijk José Maria de Heredia Girard (Fortuna-Cafayère, nabij Santiago de Cuba, 22 november 1842 – Boudonné, Yvelines, 2 oktober 1905) was een Frans schrijver en dichter.

## Leven en werk
Heredia werd in Cuba geboren als zoon van een Spaanse vader en een Franse moeder. Op zijn negende ging hij naar Frankrijk om te studeren en keerde, behoudens een korte periode in 1859, nooit meer terug. Van 1862 tot 1865 volgde hij onder meer studies aan de École nationale des chartes te Parijs.
Onder invloed van het werk van Charles Leconte de Lisle wijdde Heredia zich allengs steeds meer aan de literatuur. Via zijn vriend Théodore de Banville kwam hij in aanraking met de Parnassiens en publiceerde zijn eerste gedichten in de bekende bloemlezing “Parnasse contemporain” (1863). Hij publiceerde ook in kranten en tijdschriften, onder meer in de Revue des Deux Mondes en het Journal des débats.
Heredia’s belangrijkste werk uit zijn beperkte oeuvre is de bundel Les trophées (1894), een verzameling van 119 sonnetten en 5 langere gedichten. Hij liet zich inspireren door klassieke dichters als Horatius, Theocritus, Livius en Petrarca, maar ook door schilderijen. Heredia wordt vooral geroemd om het technisch meesterschap van zijn sonnetten. Hij wordt wel beschouwd als de dichter die op de meest letterlijke manier de principes van de Parnasse toepaste: kunst omwille van de kunst, afstandelijke vormelijkheid, zin voor het detail.

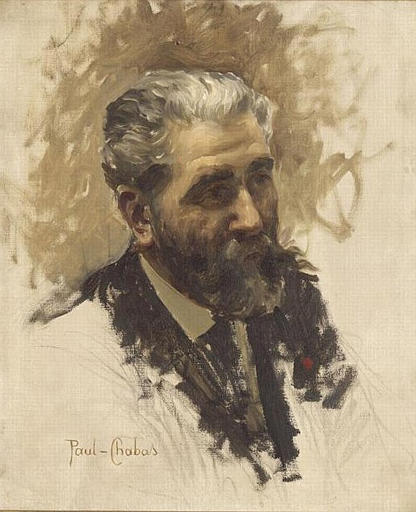
Heredia, door Paul Chabas

In 1893 werd Heredia Frans staatsburger en in 1894 werd hij verkozen tot lid van de Académie Française.

## Belangrijkste werken
- Les Trophées, 1893 (Trofeeën, vertaling Paul Claes, 1996)
- La Nonne Alferez, 1894
- Salut à l'Empereur, 1896
- Poésies complètes, 1924